# Giro dei Paesi Baschi 1992
Il Giro dei Paesi Baschi 1992, trentaduesima edizione della corsa, si svolse dal 6 al 10 aprile 1992 su un percorso di 803,8 km ripartiti in cinque tappe (l'ultima suddivisa in 2 semitappe). Fu vinto da Tony Rominger, davanti a Raúl Alcalá e Mikel Zarrabeitia.

## Tappe
| Tappa  | Data      | Percorso                              | km  | Vincitore di tappa | Leader cl. generale |
| ------ | --------- | ------------------------------------- | --- | ------------------ | ------------------- |
| 1ª     | 6 aprile  | Orio > Orio                           | 129 | Harald Maier       | Harald Maier        |
| 2ª     | 7 aprile  | Orio > Salvatierra                    | 183 | Tony Rominger      | Stephen Roche       |
| 3ª     | 8 aprile  | Salvatierra > Ibardin                 | 176 | Udo Bölts          | Tony Rominger       |
| 4ª     | 9 aprile  | Vera de Bidasoa > Abadiño             | 195 | Volodymyr Pulnikov | Tony Rominger       |
| 5ª-1ª  | 10 aprile | Abadiño > Alegia                      | 111 | Asjat Saitov       | Tony Rominger       |
| 5ª-2ª  | 10 aprile | Alegia > Larraitz (Cron. individuale) | 9,8 | Tony Rominger      | Tony Rominger       |
| Totale | Totale    | Totale                                | 787 |                    |                     |

## Classifiche finali

### Classifica generale
| Pos. | Corridore         | Squadra    | Tempo     |
| ---- | ----------------- | ---------- | --------- |
| 1    | Tony Rominger     | CLAS       | 20h56'57" |
| 2    | Raúl Alcalá       | PDM        | a 40"     |
| 3    | Mikel Zarrabeitia | Amaya Seg. | a 47"     |
| 4    | Alex Zülle        | ONCE       | a 52"     |
| 5    | Julián Gorospe    | Banesto    | a 55"     |